# Camí de la Cova Plana II
Camí de la Cova Plana II és un abric que conté pintures rupestres d'estil llevantí. Està situat en el terme municipal de Mequinensa (Aragó).
L'abric es localitza en un petit tàlveg sobre l'antic camí de la Cova Plana, a uns 500 metres a l'Est de l'abric del Camí de la Cova Plana I. El lloc es troba en la part més alta del tàlveg, a uns 50 metres d'aquest camí tradicional, podent-se accedir al mateix des del camí asfaltat que, passat el poblat dels Castellets, condueix fins a una antiga explotació minera de la conca carbonífera de Mequinensa. És molt petit i d'escassa altura, de manera que l'única manera de veure convenientment la pintura és ajupir-se o tombar-se ja que el motiu representat es troba al sostre de l'abric, igual que a l'abric del Barranc de Campells I.
Pel que fa a la pintura d'aquest abric, només compta amb una única representació pintada, de color vermell ataronjat realitzada amb la tècnica del traç simple. Pel que fa a l'estat de conservació, pot dir-se que és bastant bo, tant pel que fa al suport com en el referit a la figura pintada. El motiu pintat és certament complicat en el seu disseny i interpretació, així com en la seva funcionalitat. No obstant això, es tracta d'un motiu geomètric que sembla guardar algun tipus de relació amb l'abric de Vallmajor II, com la representació d'una creu en aspa. El disseny i alguns dels paral·lels més evidents, permeten suposar una possible cronologia durant l'Edat Mitjana.
L'abric està inclòs dins de la relació de coves i abrics amb manifestacions d'art rupestre considerats Béns d'Interès Cultural en virtut del que es disposa en la disposició addicional segona de la Llei 3/1999, de 10 de març, del Patrimoni Cultural Aragoès. Aquest llistat va ser publicat en el Butlletí Oficial d'Aragó del dia 27 de març de 2002. Forma part del conjunt de l'art rupestre de l'arc mediterrani de la península ibèrica, que va ser declarat Patrimoni de la Humanitat per la Unesco (ref. 874-655). També va ser declarat Bé d'Interès Cultural amb el codi RI-51-0009509.